# Organi (Grecia)
Organi (in greco Οργάνη?) è una ex comunità della Grecia nella periferia della Macedonia orientale e Tracia di 2.825 abitanti secondo i dati del censimento 2001.
È stata soppressa a seguito della riforma amministrativa detta Programma Callicrate in vigore dal gennaio 2011 ed è ora compresa nel comune di Arriana.
Organi è considerato il villaggio più povero della Grecia.